# نویسه‌های چینی

چپ: حروف چینی در چینی سنتی. راست: حروف چینی در چینی ساده‌شده. تلفظ این دو واژه هانتسو یا کانجی است. معنای این واژگان، که از بالا به پایین نوشته شده‌اند، «حروف چینی» است.

نویسه‌های چینی که به اشتباه به آن الفبای چینی یا حروف چینی هم گفته می‌شود، یک مجموعه واژه‌نگاشت است که برای نوشتن زبان چینی (هانتسو)، زبان ژاپنی (کانجی) و به‌میزان کمتری زبان کره‌ای (هانجا) مورد استفاده قرار می‌گیرند. حروف چینی در گذشته برای نگارش ویتنامی (هانتو) به‌کار برده می‌شد. تعدادی از زبان‌های کوچک‌تر آسیا نیز در گذشته از این کاراکترها استفاده کرده‌اند یا هم‌اینک نیز استفاده می‌کنند. سامانه نگارش زبان چینی کهن‌ترین سامانه نگارش است که در طول تاریخ بی‌وقفه از آن استفاده شده‌است. بیش از ۴۷٬۰۰۰ کاراکتر چینی وجود دارد که بخش بزرگی از آن امروزه به‌ندرت به‌کار برده می‌شود.

نحوه و ترتیب نگارش واژهٔ کشور (國)

در سامانه نگارش چینی، هریک از کاراکترها تک‌هجایی هستند و به‌طور معمول با یکی از هجاهای گفتاری مطابقت می‌کنند. این هجاها هرکدام دارای معنایی پایه‌ای و ساده هستند. بااین‌حال، هرچند بعضی از معانی و واژه‌ها با یک هجای ساده نوشته می‌شوند، برای نوشتن بیشتر آن‌ها در چینی ماندارین به دو یا بیش از دو کاراکتر نیاز است، و بنابراین چندهجایی محسوب می‌شوند و از ترکیب آن‌ها معناهای تازه‌ای به‌وجود می‌آید که درعین ارتباط با معنای تک‌تک واژه‌های نخستین، مفهوم تازه‌ای می‌آفرینند.
کاراکترها به دو گروه تقسیم می‌شوند. اولین نقاشی‌های باستانی، این کاراکترها از نقاشی اشیاء در زندگی روزمره احتمالاً بیش از ۱۰٬۰۰۰ سال پیش گرفته شده‌اند. در دوره ۵۰۰۰ تا ۶۰۰۰ سال پیش این تصاویر با نمادهای غیرمستقیم و انتزاعی افزوده شده‌است.
پادشاهی‌های مختلف در منطقه چین از کاراکترهای مختلفی استفاده می‌کردند و همه این‌ها کاملاً گیج کننده می‌شد. این کشف نوشتن روی استخوان‌های اوراکل از اواخر دودمان شانگ (۱۲۰۰ سال پیش از میلاد) بود که به دانش کاراکترهای مورد استفاده در دوران باستان بسیار افزوده‌است.
طبق سنتcangjie بود که کاراکترها در زمان امپراتور زرد ابداع شد. وی رد پاها از حیوانات و پرندگان را مشاهده کرد و فهمید که شکل آن چگونه حیوان را شناسایی کرده‌است.
از این ایده او همان اصل را برای ابداع تصاویر برای بسیاری از اشیاء روزمره (خورشید، ماه، زمین، ابرها، پرندگان، حیوانات و غیره) به کار برد. این کاراکترها راهشان را به طرف ژاپنی کانجی و خطوط کره‌ای هانگول به راه انداختند، بنابراین یادگیری کاراکترهای چینی به شما کمک می‌کند کمی زبان ژاپنی و کره‌ای را متوجه شوید.
در این زمان کاراکترها عمدتاً به صورت تصویری باقی ماندند، در آن زمان و در دوره بعدی یعنی دودمان هان کاراکترها شروع به ترکیب مؤلفه‌هایی کردند که نشان می‌دهد چگونه باید تلفظ شوند (قسمت آوایی).
تا آن زمان با نگاهی به یک کاراکتر هیچ مشکلی برای چگونگی گفتن آن وجود نداشت. امروزه حدود ۸۰٪ از کاراکترها دارای بخش آوایی هستند که نحوه تلفظ آن را نشان می‌دهد.
آواها در طول قرن‌ها تغییر کرده و شناخت قسمت آوایی، راهنمای قابل اعتماد برای تلفظ نیست همچنین در مؤلفه‌های آوایی تعداد کمی از مؤلفه‌های «معنی» یا «تعیین‌کننده» وجود دارد.
از زمان دودمان هان، کاراکترهای اصلی بیش از ۲۰۰۰ سال تقریباً بدون تغییر باقی ماندند، اما کاراکترهای جدید مورد نیاز هستند و کاراکترهای باستانی از کار افتادند.
نوشتن مقامات و محققان متفاوت از روزمرهٔ مردم بوده‌است و اصطلاح لاتینچینی برای ایجاد اتحاد با اروپا به کار رفته‌است که تنها نخبگان تحصیل کرده از لاتین استفاده می‌کنند.
و در طول قرن‌ها، به دلیل سهولت در نوشتن با قلم مو، تصاویر اصلی ساده شده‌است.